# Wereldkampioenschappen judo 1965
De Wereldkampioenschappen judo 1965 was de vierde editie van de Wereldkampioenschappen judo, en werd gehouden in Rio de Janeiro, Brazilië van 14 oktober tot en met 17 oktober 1965

## Medaillewinnaars

### Mannen
| Gewichtsklasse | Goud             | Zilver              | Brons                         |
| -------------- | ---------------- | ------------------- | ----------------------------- |
| -68 kg         | Hirofumi Matsuda | Hiroshi Minatoya    | Keil Soon Park Oleg Stepanov  |
| -80 kg         | Isao Okano       | Kinishi Yamanaka    | James Bregman Ih Tae Kim      |
| +80 kg         | Anton Geesink    | Mitsuo Matsunaga    | Alfred Rogers Seiji Sakaguchi |
| Open           | Isao Inokuma     | Anzor Kibrosachvili | Ansor Kiknadse Peter Snijders |

## Medaillespiegel
| Plaats | Land             | Goud | Zilver | Brons | Totaal |
| 1      | Japan            | 3    | 3      | 1     | 7      |
| 2      | Nederland        | 1    | 0      | 1     | 2      |
| 3      | Sovjet-Unie      | 0    | 1      | 2     | 3      |
| 4      | Zuid-Korea       | 0    | 0      | 2     | 2      |
| 5      | Canada           | 0    | 0      | 1     | 1      |
| 5      | Verenigde Staten | 0    | 0      | 1     | 1      |
| Totaal | Totaal           | 4    | 4      | 8     | 16     |